# روبرتو دومينغيز
روبرتو دومينغيز (بالإسبانية: Roberto Carlos Domínguez) هو لاعب كرة قدم سلفادوري في مركز قلب الدفاع، ولد في 9 مايو 1997 في تشالاتنانغو ‏ في السلفادور. شارك مع منتخب السلفادور لكرة القدم. أما مع النوادي، فقد لعب مع Santa Tecla F.C. ‏.

## وصلات خارجية
- روبرتو دومينغيز على موقع قاعدة بيانات كرة القدم.إي يو (الإنجليزية)
- روبرتو دومينغيز على موقع ناشيونال فوتبول تيمز (الإنجليزية)
- روبرتو دومينغيز على موقع Soccerway.com (الإنجليزية)
- روبرتو دومينغيز على موقع AS.com (الإسبانية)